# Zsurk, Szabolcs-Szatmár-Bereg
Zsurk  este un sat în districtul Záhony, județul Szabolcs-Szatmár-Bereg, Ungaria, având o populație de 751 de locuitori (2011). 

## Demografie
Componența etnică a satului Zsurk
     Maghiari (98%)
     Romi (1%)
     Ucraineni (1%)
Componența confesională a satului Zsurk
     Reformați (56,19%)
     Fără religie (5,33%)
     Romano-catolici (4,26%)
     Greco-catolici (2,26%)
     Necunoscută (31,96%)
     Alte religii (1,6%)
Conform recensământului din 2011, satul Zsurk avea 751 de locuitori. Din punct de vedere etnic, majoritatea locuitorilor (98,0%) erau maghiari, existând și minorități de romi (1,0%) și ucraineni (1,0%).  Din punct de vedere confesional, majoritatea locuitorilor (56,19%) erau reformați, existând și minorități de persoane fără religie (5,33%), romano-catolici (4,26%) și greco-catolici (2,26%). Pentru 31,96% din locuitori nu este cunoscută apartenența confesională.